# Arthrostylidium judziewiczii
Arthrostylidium judziewiczii es una especie de plantas herbáceas perteneciente a la familia de las poáceas.  Es originaria de Centroamérica.  El prominente callo piloso de los flósculos es único en el género.

## Descripción
Son bambúes con tallos de hasta 4 m x 1-2 mm, delgados, semitrepadores, fistulosos, glabros; complemento de las ramas con 1(2) ramas por nudo cerca de la mitad del tallo. Hojas del tallo desconocidas. Hojas de las ramas con las vainas puberulentas en la base y los márgenes; setas orales 4-9.5 mm, blancas, notoriamente aplanadas, membranáceas; lígula interna 0.3-1.5 mm; láminas 6-13 x 1-2 cm, c. 6 veces más largas que anchas, glabras. Espigas 8-14 cm, bilaterales; raquis recto. Espiguillas 3.5-6.5 cm, solitarias, sésiles, adpresas; flósculos 7-11; gluma inferior ausente; gluma superior 3.5-6.5 mm, 4-6-nervia; lemas 8-11.5 mm, glabras, 9-nervias, con una arista 0.5-2 mm; callo piloso con pelos 1-1.5 mm, pardos; entrenudos de la raquilla 3/5-4/ 5 la longitud de la lema, densamente pilosos con tricomas pardos en un lado en el 1/4-3/4 superior; anteras 3.8-5.1 mm.

## Distribución
Se encuentra en los bosques de neblina. a una altitud de 1500-1600 metros. (Endémica de  Costa Rica y Panamá)

## Taxonomía
Arthrostylidium judziewiczii fue descrita por Gerrit Davidse y publicado en Novon 2(2): 81. 1992.